# Coletta Rydzek
Coletta Rydzek, född 6 juni 1997 i Oberstdorf, är en tysk längdskidåkare.

## Karriär
Coletta Rydzek tog brons i juniorvärldsmästerskapens sprinttävling 2017. Hon debuterade i världscupen i längdskidåkning år 2019. I världscupen har hon totalt 4 pallplatsen varav en vinst.